# Östra Sandåstjärnen
Östra Sandåstjärnen är en sjö i Ljusdals kommun i Hälsingland och ingår i Ljusnans huvudavrinningsområde.